# Buddhistisk kalender
Den buddhistiska kalendern är en lunisolarkalender som räknar från året då Buddha dog (gick in i parinirvana). Buddha anses ha dött vid 80 års ålder, men vilket år då han föddes är oklart, och det finns därför ingen enskild buddhistisk kalender. De olika ansedda datumen för när Buddha dog är mellan år 2420 f.Kr och år 290 f.Kr. I de theravadabuddhistiska länderna antas Buddhas död ha skett år 544/543 f.Kr. 2025 i den gregorianska kalendern motsvarar därmed år 2569 i den theravadabuddhistiska kalendern.